# Koutchilat
Koutchilat ou Kučilat (en macédonien Кучилат) est un village de l'est de la Macédoine du Nord, situé dans la municipalité de Karbintsi. Le village ne comptait aucun habitant en 2002.